# Roberto Bochi
Roberto Agustín Bochi (n. Córdoba, Argentina, 6 de julio de 1987) es un futbolista profesional argentino. Juega como mediocampista y su equipo actual es Aldosivi de la Primera División de Argentina.

## Carrera

### Colegiales
Debutó como profesional en el Club Atlético Colegiales de la Primera B Metropolitana en el año 2009 cedido a préstamo desde Nueva Chicago, club que lo formó durante ocho años en inferiores. Allí mismo disputó 24 partidos sin convertir goles en el tricolor.

### Nueva Chicago
En 2010, tras finalizar su préstamo en Colegiales, regresó a Nueva Chicago para reforzar el mediocampo del «Torito» de Mataderos. En su primera temporada se ganó el puesto jugando 42 partidos marcando 3 goles (contra Comunicaciones, Los Andes y Villa San Carlos.
Su segunda temporada con la camiseta de Chicago significó jugar 27 partidos y marcar 1 gol, esta vez contra Temperley. Bochi había perdido la titularidad por la llegada de Damián Lemos a la institución. Sin embargo tuvo buenas actuaciones que lo llevaron a ser mirados por equipos de una categoría superior y hasta de Primera división (entre ellos Unión de Santa Fe y Gimnasia La Plata).
En total jugó 69 encuentros y marcó 4 goles en Chicago. Una curiosidad va de la mano con cada vez que Bochi hizo un gol: Lo cierto es que cada vez que marcó un gol, su equipo ganó.

### Gimnasia La Plata
En julio de 2012, firmó contrato por una temporada sin cargo y con opción de compra con Gimnasia y Esgrima La Plata. Su llegada al equipo platense, ya estaba arreglada antes de que finalizara la temporada 2011/2012 debido a que Pedro Troglio lo tenía en mente hace tiempo.
Debutó ingresando los últimos 3 minutos en la victoria de su equipo frente a Douglas Haig en la fecha 10. Ese fue su único partido en la primera rueda de la temporada.

### Vuelta a Nueva Chicago
A mediados de 2013, el mediocampista sin lugar en Gimnasia debió retornar al club de Mataderos que iba a disputar el torneo de la Primera B. Disputó 39 partidos (no convirtió goles) a lo largo de la temporada convirtiéndose en una pieza fundamental para el ascenso logrado a la Primera B Nacional.

### Estudiantes
Tras su gran paso por la entidad de Mataderos, fue fichado por Estudiantes a mediados del año 2014, debido a que se había terminado su contrato y no sería tenido en cuenta por el entonces nuevo técnico Omar Labruna. En su primer semestre disputó 15 partidos sin convertir goles, siendo una pieza de recambio en el medio-campo. A fines de 2015, decidió abandonar la institución pero tras no conseguir club, siguió en Estudiantes disputando el Campeonato 2016. 

### Deportivo Riestra
A mediados de 2016, arribó a Deportivo Riestra.

## Clubes
| Club                    | País      | Año           |
| ----------------------- | --------- | ------------- |
| Colegiales              | Argentina | 2009          |
| Nueva Chicago           | Argentina | 2010-2012     |
| Gimnasia y Esgrima (LP) | Argentina | 2012-2013     |
| Nueva Chicago           | Argentina | 2013-2014     |
| Estudiantes (BA)        | Argentina | 2014-2016     |
| Deportivo Riestra       | Argentina | 2016-2017     |
| Alvarado                | Argentina | 2018-2019     |
| Platense                | Argentina | 2019-2022     |
| Instituto               | Argentina | 2022-2024     |
| Aldosivi                | Argentina | 2025-presente |

## Palmarés

### Torneos nacionales
| Campeonato      | Club          | País      | Año     |
| --------------- | ------------- | --------- | ------- |
| B Metropolitana | Nueva Chicago | Argentina | 2013-14 |

### Otros logros
| Logro                      | Club          | País      | Año     |
| -------------------------- | ------------- | --------- | ------- |
| Ascenso a Nacional B       | Nueva Chicago | Argentina | 2011-12 |
| Ascenso a Primera División | Gimnasia (LP) | Argentina | 2012-13 |
| Ascenso a Nacional B       | Riestra       | Argentina | 2016-17 |
| Ascenso a Nacional B       | Alvarado      | Argentina | 2018-19 |
| Ascenso a Primera División | Platense      | Argentina | 2020    |
| Ascenso a Primera División | Instituto     | Argentina | 2022    |